# Coupe d'Allemagne du Sud
Le Süddeutscher Pokal (en allemand : Coupe d'Allemagne du Sud), parfois appelée SFV-Pokal est une ancienne compétition de football disputée dans le sud de l'Allemagne de 1918 à 1973. Elle était organisée par la Fédération de football d'Allemagne du Sud, qui regroupe des clubs de Hesse, Hohenzollern, Bade, Wurtemberg et de Bavière.
Le club le plus titré est le SpVgg Greuther Fürth, cinq fois champion entre 1918 et 1927.

## Historique
Dans les premières années du football en Allemagne, les fédérations régionales jouent un rôle prépondérant et organisent leurs propres compétitions. Dès 1898, la Fédération de football d'Allemagne du Sud organise le Championnat d’Allemagne du Sud, qualificatif pour le tour final national. 
En 1917-1918, la SFV décide de l'organisation d'une coupe régionale : le Süddeutscher Pokal. Cette compétition dépasse rapidement le championnat en termes de prestige.